# Émile Warré
L'Abbé Émile Warré, francoski duhovnik in čebelar, * 9. marec 1867, Grébault-Mesnil, Somme, Francija, † 20. april 1951, Tours.
V zgodovini čebelarstva je pomemben kot izumitelj t. i. ljudskega panja (francosko la ruche populaire), ki sodi med tip nakladnih panjev. Imenujejo ga tudi Warrejev panj (francosko ruch Warré).

## Izdana dela
Émile Warré je tekom svojega življenja napisal več del: 
- La santé ou les Meilleurs traitements de toutes les maladies (Zdravje ali najboljše zdravilo za vse bolezni)
- Le Miel, ses propriétés et ses usages (Med, njegove značilnosti in uporaba)
- La Santé, manuel-guide des malades et des bien-portants (Zdravje, vodnik za bolne in zdrave).

Najbolj pa je znan po svojem delu L' Apiculture Pour Tous (slov. Čebelarjenje za vsakogar), v katerem je opisal življenje čebelje družine, čebelarske pripomočke, svoj tip panja, sestavne dele in delo z njim, primerjavo z ostalimi variantami. Zadnja, dvanajsta izdaja, je bila objavljena leta 1948.